# Alexei Alexejewitsch Abrikossow

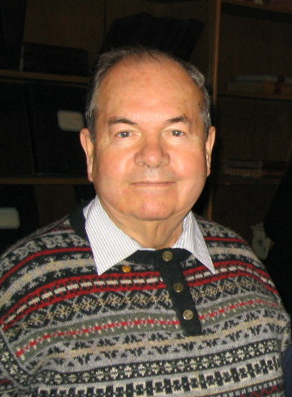
Abrikossow (2012)

Alexei Alexejewitsch Abrikossow (russisch Алексей Алексеевич Абрикосов, wiss. Transliteration Aleksej Alekseevič Abrikosov; * 25. Juni 1928 in Moskau; † 29. März 2017 in Palo Alto, USA) war ein sowjetischer Physiker und Nobelpreisträger, dessen wesentliche Beiträge im Bereich der kondensierten Materie liegen.

## Leben
Abrikossow begann nach dem Schulabschluss 1943 zunächst ein Studium der Energietechnik, wechselte 1945 aber zur Physik. Nach dem Diplom 1948 begann er seine Doktorarbeit am Institut für Physikalische Probleme in Moskau, dem heutigen Kapiza-Institut, und promovierte 1951 bei Landau über thermische Diffusion in vollständig und unvollständig ionisierten Plasmen. Er blieb am Institut und wurde 1955 „Doktor der Wissenschaften“, vergleichbar der Habilitation, mit Untersuchungen zur Quantenelektrodynamik bei hohen Energien. 1965 wurde er mit der Leitung der Fakultät für Theorie der kondensierten Materie am neu gegründeten Institut für theoretische Physik, dem heutigen Landauinstitut, betraut.
1975 erhielt Abrikossow die Ehrendoktorwürde der Universität Lausanne. Im gleichen Jahr sollte er eine Berufung an die Universität Zürich erhalten, dies kam jedoch nicht zustande.
Er nahm 1991 ein Angebot des Argonne National Laboratory (Illinois) an und übersiedelte in die Vereinigten Staaten. 1999 nahm er die US-amerikanische Staatsbürgerschaft an, blieb jedoch seiner russischen Heimat verbunden. Abrikossow war Mitglied zahlreicher renommierter Institutionen, wie z. B. der National Academy of Sciences (USA), der Russischen Akademie der Wissenschaften, der Royal Society sowie der American Academy of Arts and Sciences.
Neben seiner wissenschaftlichen Tätigkeit lehrte er zunächst bis 1969 an der Moskauer Lomonossow-Universität und von 1970 bis 1972 an der Universität von Gorki (jetzt Nischni Nowgorod). In den Jahren 1972–1976 hatte Abrikossow den Lehrstuhl für theoretische Physik am Moskauer Institut für Physik und Technologie inne, in den Jahren 1976–1991 einen Lehrstuhl für selbiges Fach am Moskauer Institut für Stahl und Legierungen (MISIS, nun „Staatliche Technische Universität und Forschungseinrichtung MISIS“). In den USA lehrte er an der University of Illinois in Chicago und der University of Utah, in Großbritannien an der Universität Loughborough.
Abrikossow war verheiratet und hatte zwei Söhne und eine Tochter.

## Werk
Abrikossow entdeckte zusammen mit N.V. Zavaritskii, dem Experimentalphysiker des Instituts für Physikalische Probleme, bei der Überprüfung der Ginsburg-Landau-Theorie eine neue Klasse von Supraleitern, die „Supraleiter der 2. Art“, die heute als Typ-II-Supraleiter bezeichnet werden. Diese neuen Supraleiter behalten ihre supraleitenden Eigenschaften, im Gegensatz zu den Typ-I-Supraleitern, auch unter Einfluss starker Magnetfelder (bis zu 25 Tesla). Er konnte dieses Verhalten – aufbauend auf den Überlegungen seines russischen Kollegen Witali Ginsburg, der eine Theorie für Typ-I-Supraleiter lieferte – erklären durch die Ausbildung eines regulären Gitters aus magnetischen Flussfäden, die von Ringströmen umgeben sind. Diese Anordnung nennt man auch Abrikossow-Vortex-Gitter.
Er beschäftigte sich auch mit dem Übergang zur metallischen Phase von Wasserstoff in Wasserstoffplaneten, mit der Quantenelektrodynamik bei hohen Energien, über Supraleitung in Hochfrequenzfeldern und bei Anwesenheit magnetischer Verunreinigungen (dabei entdeckte er die Möglichkeit von Supraleitern ohne Energielücke), und konnte den Knight-Shift bei verschwindender Temperatur durch die Berücksichtigung der Spin-Bahn-Kopplung erklären. Weitere Arbeiten beschäftigten sich mit der Theorie des nicht-superflüssigen ³He und der Materie unter hohen Drücken, mit Halbmetallen und dem Metall-Isolator-Übergang, dem Kondoeffekt bei tiefen Temperaturen (wobei er die Abrikossow-Suhl-Resonanz vorhersagte) und der Konstruktion von Halbleitern ohne Bandlücke; weitere Untersuchungen betrafen eindimensionale bzw. quasi-eindimensionale Leiter und Spingläser.
Zusammen mit Lew Petrowitsch Gorkow und Igor Dsjaloschinski verfasste er ein international renommiertes Buch über feldtheoretische Diagramm-Techniken in der Theoretischen Festkörperphysik (s. u.).
Am Argonne National Laboratory konnte er die meisten Eigenschaften der Hochtemperatursupraleiter auf Kupratbasis erklären und etablierte 1998 einen neuen Effekt (den „linearen Quanten-Magnetowiderstand“), der bereits 1928 von Kapiza erstmals gemessen, aber nie als eigenständiger Effekt erkannt worden war.
Er erhielt zusammen mit Witali Ginsburg und Anthony James Leggett 2003 den Nobelpreis für Physik „für bahnbrechende Arbeiten in der Theorie über Supraleiter und Supraflüssigkeiten“.

## Auszeichnungen
- Mitglied der Akademie der Wissenschaften der UdSSR (heute Russische Akademie der Wissenschaften), 1964
- Leninpreis, 1966
- Fritz-London-Preis, 1972
- Ehrendoktorwürde der Universität Lausanne, 1975
- Staatspreis der UdSSR, 1982
- Vollmitglied der Akademie der Wissenschaften (heute Russische Akademie der Wissenschaften), 1987
- Landau-Preis, 1989
- John-Bardeen-Preis, 1991
- auswärtiges Ehrenmitglied der American Academy of Arts and Sciences, 1991
- Fellow der American Physical Society, 1992
- Mitglied der National Academy of Sciences, 2000
- auswärtiges Mitglied der Royal Society, 2001
- Nobelpreis für Physik, 2003

## Monographien
- Abrikosov, Gor'kov, Dzyaloshinskii: Quantum field theory methods in statistical physics. 1961, Neuauflage Dover 1977, ISBN 0-486-63228-8
- A. A. Abrikossow: Einführung in die Theorie normaler Metalle. Vieweg, Braunschweig 1976, ISBN 3-528-08382-4